# Trolls (filme)
Trolls é uma animação de comédia musical estadunidense, produzida pela DreamWorks, lançado em 2016, dirigida por Mike Mitchell e Walt Dohrn e escrita por Jonathan Aibel e Glenn Berger. A sequência do filme estreou em 2020 em alguns países selecionados devido a pandemia do Covid-19, os demais serão estreados conforme os cinemas forem sendo liberados.

## Sinopse
Anteriormente inimigos, Tronco e Poppy iniciam uma jornada de aventuras e descobertas que os levam bem além do único mundo conhecido.

## Elenco
| Personagem                        | Original                   | Brasil                     | Portugal                     |
| --------------------------------- | -------------------------- | -------------------------- | ---------------------------- |
| Poppy                             | Anna Kendrick              | Jullie                     | Mia Rose                     |
| Branch/Tronco                     | Justin Timberlake          | Hugo Bonemer               | David Carreira               |
| Bridget                           | Zooey Deschanel            | Marcia Coutinho            | Filomena Cautela             |
| Prince Gristle / Príncipe Bolinha | Christopher Mintz-Plasse   | Charles Emmanuel           | Tiago Retrê                  |
| Guy Diamante                      | Kunal Nayyar               | Hugo Gloss                 | Vicente Wallestein           |
| Cooper                            | Ron Funches                | Rodrigo Oliveira           | Papillon                     |
| Chef                              | Christine Baranski         | Geisa Vidal                | Isabel Ribas                 |
| DJ Suki                           | Gwen Stefani               | Erika Menezes              | Kiara Timas                  |
| Rei Peppy                         | Jeffrey Tambor             | Guilherme Briggs           | Rui Luís Brás                |
| Seda/Chenille e Cetim/Satin       | Caroline Hjelt (Icona Pop) | Ana Elena Bittencourt      | Luz Fonseca                  |
| Seda/Chenille e Cetim/Satin       | Aino Jawo (Icona Pop)      | Bruna Laynes               | Teresa Roxo                  |
| Creek                             | Russell Brand              | Philippe Maia              | Renato Godinho e Tiago Retrê |
| Grandma Rosiepuff                 | GloZell Green              | Carmen Sheila              | Kiara Timas                  |
| King Gristle Sr. / Rei Bola Sr.   | John Cleese                | Mauro Ramos                | Carlos Vieira de Almeida     |
| Biggie/Bitelo                     | James Corden               | Thiago Fagundes            | Eduardo Frazão               |
| Moxie Dewdrop/Gotinhas            | Meg DeAngelis              | Hannah Buttel              | Kiara Timas                  |
| Aspen Heitz/Alturas               | Ricky Dillon               | Yan Gesteira               | Vicente Wallenstein          |
| Catherine/Catarina                | Nika Futterman             | Letícia Quinto             | Luz Fonseca e Paula Pais     |
| Ongo                              | Tara Strong                | Iara Riça e Agatha Paulita | Maria Camões                 |
| Puppet/Marioneta                  | Tara Strong                | Iara Riça e Agatha Paulita | Maria Camões                 |

## Prêmios e indicações
| Lista de prêmios e indicações   | Lista de prêmios e indicações | Lista de prêmios e indicações                            | Lista de prêmios e indicações | Lista de prêmios e indicações | Lista de prêmios e indicações |
| Premiação                       | Categoria                     | Indicação                                                | Resultado                     | R.                            |                               |
| ------------------------------- | ----------------------------- | -------------------------------------------------------- | ----------------------------- | ----------------------------- | ----------------------------- |
| Annie Awards                    | Melhor caracterização         | Tim Lamb Craig Kellman                                   | Pendente                      | [ 11 ]                        |                               |
| Annie Awards                    | Melhor produção               | Kendal Cronkhite Tim Lamb                                | Pendente                      | [ 11 ]                        |                               |
| Annie Awards                    | Melhor história               | Claire Morrissey                                         | Pendente                      | [ 11 ]                        |                               |
| Annie Awards                    | Melhor dublagem               | Zooey Deschanel                                          | Pendente                      | [ 11 ]                        |                               |
| Critics' Choice Awards          | Melhor filme em animação      | Trolls                                                   | Indicado                      | [ 12 ]                        |                               |
| Critics' Choice Awards          | Melhor canção                 | "Can't Stop the Feeling!" Martin, Shellback e Timberlake | Indicado                      | [ 12 ]                        |                               |
| Globo de Ouro                   | Melhor canção original        | "Can't Stop the Feeling!" Martin, Shellback e Timberlake | Indicado                      | [ 13 ]                        |                               |
| Grammy Awards                   | Melhor canção à mídia visual  | "Can't Stop the Feeling!" Martin, Shellback e Timberlake | Pendente                      | [ 14 ]                        |                               |
| Hollywood Film Awards           | Hollywood Song                | "Can't Stop the Feeling!" Justin Timberlake              | Venceu                        | [ 15 ]                        |                               |
| Hollywood Music in Media Awards | Melhor canção                 | "Can't Stop the Feeling!" Martin, Shellback e Timberlake | Venceu                        | [ 16 ] [ 17 ]                 |                               |
| Hollywood Music in Media Awards | Melhor trilha sonora          | Original Motion Picture Soundtrack                       | Indicado                      | [ 16 ] [ 17 ]                 |                               |
| Hollywood Music in Media Awards | Melhor organização musical    | Justin Timberlake                                        | Indicado                      | [ 16 ] [ 17 ]                 |                               |
| Satellite Awards                | Melhor filme em animação      | Trolls                                                   | Indicado                      | [ 18 ]                        |                               |
| Satellite Awards                | Melhor canção                 | "Can't Stop the Feeling!" Martin, Shellback e Timberlake | Indicado                      | [ 18 ]                        |                               |
| Teen Choice Awards              | Choice AnTEENcipated Movie    | Trolls                                                   | Indicado                      | [ 19 ]                        |                               |
| Teen Choice Awards              | Canção em Filme ou Programa   | "Can't Stop the Feeling!" Justin Timberlake              | Indicado                      | [ 19 ]                        |                               |